# نادي مجد
نادي مجد نادي كرة قدم إماراتي من أندية المحترفين. يقع مقره في أبو ظبي. تأسس النادي عام 2022 وينافس حالياً في دوري الدرجة الأولى الإماراتي.

## مسيرة الفريق
تأسس تحت مسمى نادي الظاهرة و كان يشارك في الدورات الرمضانية و بعدها بدأ الفريق في المشاركة في مسابقات الإتحاد الإمارات وشارك في دوري الدرجة الثالثة الإماراتي في موسم 2022-2023 وصعد إلى دوري الدرجة الثانية الإماراتي في نفس الموسم، وشارك في دوري الدرجة الثانية الإماراتي في موسم 2023-2024 ونجح في الصعود بعد أن حل وصيفاً لنادي فليتوود يونايتد، ليتأهل للمشاركة في دوري الدرجة الأولى الإماراتي، وغير اسمه لاحقاً إلى نادي مجد.

## تشكيلة الفريق الحالية
ملاحظة: تشير الأعلام إلى المنتخب بحسب قواعد الأهلية المعتمدة من قبل الفيفا؛ تنطبق بعض الاستثناءات المحدودة. وقد يحمل اللاعبون أكثر من جنسية لا تعترف بها الفيفا.
| الرقم | البلد                    | المركز | اللاعب              |
| ----- | ------------------------ | ------ | ------------------- |
| 1     | الإمارات العربية المتحدة | حارس   | محمد النقبي         |
| 2     | الإمارات العربية المتحدة | مدافع  | إسماعيل الحربي      |
| 3     | سلطنة عمان               | مدافع  | عبد الرحمن المزروعي |
| 6     | الإمارات العربية المتحدة | وسط    | حمدان عادل          |
| 7     | الإمارات العربية المتحدة | مهاجم  | خالد الجابري        |
| 8     | غانا                     | وسط    | كواكو بواتينغ       |
| 11    | الإمارات العربية المتحدة | مهاجم  | أحمد مال الله       |
| 12    | الإمارات العربية المتحدة | حارس   | حمد العولقي         |
| 13    | جامايكا                  | وسط    | لامار ووكر          |

| الرقم | البلد                    | المركز | اللاعب        |
| ----- | ------------------------ | ------ | ------------- |
| 14    | اليمن                    | مدافع  | حسن باخشوين   |
| 20    | الإمارات العربية المتحدة | وسط    | يوسف علي شاه  |
| 21    | دولة فلسطين              | وسط    | عبد الله مازن |
| 24    | الإمارات العربية المتحدة | مهاجم  | خالد السعدي   |
| 31    | الإمارات العربية المتحدة | مدافع  | زايد الشمري   |
| 33    | الإمارات العربية المتحدة | وسط    | أحمد الفلاسي  |
| 44    | سلطنة عمان               | مدافع  | حمد النعيمي   |
| 50    | الإمارات العربية المتحدة | حارس   | سهيل الشامسي  |
| 70    | المغرب                   | وسط    | أيوب بن يطو   |